# 席佩蘭
席佩蘭（1762年—？），字道華，一字韻芬，號浣雲，女，清代詩人、畫家。席寶箴孫女。

## 生平
乾隆二十七年（1762年）生。父親早亡，事母至孝。自幼颖悟，喜为詩作画。乾隆四十一年（1776年），十五歲嫁詩人常熟孫原湘為妻。亦工詩，為袁枚的女弟子。袁枚编《随园女弟子诗选》以席佩兰排第一。道光九年（1829）尚在世。有《長真閣稿》。